# 1396
Пізнє Середньовіччя •  Відродження •  Реконкіста •  Ганза •  Столітня війна •  Велика схизма •  Монгольська імперія

## Геополітична ситуація
Державу османських турків очолює султан Баязид I (до 1402). Імператором Візантії є Мануїл II Палеолог (до 1398). Вацлав IV є королем Богемії та Німеччини. У Франції править Карл VI Божевільний (до 1422).
Апеннінський півострів розділений: північ належить Священній Римській імперії, середню частину займає Папська область, південь належить Неаполітанському королівству. Деякі міста півночі: Венеція, Піза, Генуя тощо, мають статус міст-республік. Триває боротьба гвельфів та гібелінів.
Майже весь Піренейський півострів займають християнські Кастилія і Леон, де править Енріке III (до 1406), Арагонське королівство, де править Мартін I Арагонський (до 1410), та Португалія, де королює Жуан I Великий (до 1433). Під владою маврів залишилися тільки землі на самому півдні.
Річард II править в Англії (до 1400). У Норвегії, Данії та Швеції владу утримує Маргарита I Данська, офіційним королем є Ерік Померанський. В Угорщині править Сигізмунд I Люксембург (до 1437). Королем польсько-литовської держави є Владислав II Ягайло (до 1434). У Великому князівстві Литовському княжить Вітовт.
Частина руських земель перебуває під владою Золотої Орди. Галичина входить до складу Польщі. Волинь належить Великому князівству Литовському. У Києві княжить Скиргайло Ольгердович (до 1397). Московське князівство очолює Василь I.
Монгольська імперія займає більшу частину Азії, але вона розділена на окремі улуси. На заході євразійських степів править Золота Орда. У Семиріччі та Ірані владу утримує емір Тамерлан.
У Єгипті панують мамлюки, а Мариніди у Магрибі. У Китаї править династії Мін. Делійський султанат є наймогутнішою державою Індії. В Японії триває період Муроматі.
Цивілізація мая переживає посткласичний період. У долині Мехіко склалася цивілізація ацтеків. Почала зароджуватися цивілізація інків.

## Події
- 25 вересня в битві біля Нікополя (Болгарія) турецька армія під керівництвом Баязида I розбила війська хрестоносців, на чолі з угорським угорським королем Сигизмундом I.
- Турки стратили відінського царя Івана Срациміра. Друге Болгарське царство припинило існування.
- Війська Тамерлана зруйновали Сарай-Берке — столицю Золотої Орди з 1282 по 1396 рік.
- Протеже Маргарити Данської Еріка Померанського проголошено королем Швеції та Данії.
- Арагонське королівство успадкував Мартін I.
- Генуезька республіка визнала себе васалом Франції за умови збереження міського самоуправління та свобод.
- Засновано Задарський університет.
- Перша згадка про Тирговіште.
- Почалося вживання в їжу васабі.
- Уїціліуїтль став правителем ацтеків.

## Народились
- 28 грудня — Чон Інджі, корейський філософ-неоконфуціанець, поет, письменник, історик, політик часів династії Чосон. Один із засновників абетки хангиль.
- Мікелоццо, скульптор і архітектор з міста Флоренція.
- Ян Рокицана, гуситський богослов, архієпископ.

## Померли
- 26 квітня — Стефан Пермський, діяч Російської православної церкви (РПЦ), просвітник і проповідник народу комі.
- Іван Срацимір, болгарський цар у 1371-1396.